# Křížová cesta (Chlumec)
Křížová cesta v Chlumci, okres Ústí nad Labem, vede z centra města severovýchodně cca 400 metrů na poutní místo na vršku Horka. Spolu s kaplí Nejsvětější Trojice je chráněna jako nemovitá Kulturní památka České republiky.

## Historie
Křížová cesta vede od kostela svatého Havla na Horku ke kapli Nejsvětější Trojice. Tvoří ji 14 výklenkových kapliček na kamenných soklech. V mělkých nikách byly původně umístěny keramické reliéfy, které byly vyrobeny v Meyerově uměleckém ústavu v Mnichově. Při oslavách některých významných svátků nebo výročí bitev bývají ve výklencích umístěny malované výjevy z Kristova života na dřevěných deskách.
Barokní kaple Nejsvětější Trojice byla podle zakládací listiny z roku 1685 postavena v letech 1690–1691 na památku odvrácení morové epidemie chlumeckým hrabětem Janem Františkem Kolovratem Krakovským.

## Další informace
Město Chlumec plánuje v roce 2024 její opravu.